# Cristian Șofron
Cristian Șofron (n. 9 mai 1958, București, România) este un actor român de teatru, televiziune și film. Rolul său cel mai cunoscut este cel al marinarului Mihu din filmul serial Toate pânzele sus.
Actorul a debutat la o vârstă foarte fragedă, la numai 13 ani, în anul 1971 în filmul Atunci i-am condamnat pe toți la moarte (1972), în regia lui Sergiu Nicolaescu, după ecranizarea nuvelei „Moartea lui Ipu” de Titus Popovici.
De asemenea este de adăugat faptul că a dublat în limba română vocea șarpelui Kaa din Cartea Junglei și, după moartea regretatului Florian Pittiș, dublează vocea lui Winnie de Pluș.
Este actor al Teatrului Notarra.
Pe 1 septembrie 2017 a fost confirmat ca director interimar pentru Teatrul Odeon.
El este fratele lui Cosmin Șofron, tot actor și regizor.

## Filmografie
- Atunci i-am condamnat pe toți la moarte (1972)
- Cu mîinile curate (1972)
- Deux ans de vacances (serial TV, 1974)
- Elixirul tinereții (1975)
- Toate pînzele sus (serial TV, 1977) - ep. 1-12 - Mihu
- Pentru patrie (1978)
- Omul care ne trebuie (1979)
- Trandafirul galben (1982)
- Pădurea nebună (1982)
- Salutări de la Agigea (1984)
- Vreau să știu de ce am aripi (1984)
- Noi, cei din linia întâi (1986)
- Pădureanca (1987)
- Cale liberă (1987)
- Un studio în căutarea unei vedete (1989)
- Mircea (1989)
- Drumeț în calea lupilor (1990)
- Leapin' Leprechauns! (1995)
- Punctul zero (1996)
- Asfalt Tango (1996)
- Orașul în miniatură (1998)
- Triunghiul morții (1999)
- Orient Express (2004)
- „15” (2005)
- Supraviețuitorul (2008)
- Moromeții 2 (2018) - Marin Geacă